# Tim Göransson
Tim Göransson (* 26. März 1988 in Uppsala) ist ein ehemaliger schwedischer Tennisspieler.

## Persönliches
Tim kommt aus einer Tennisfamilie. Seine Geschwister Annie (* 1989), Claes (* 1991) und André (* 1994) spielen alle ebenfalls Tennis. Auch die Eltern Hasse und Monica spielten Tennis, Hasse agierte im Tennisclub Höllvikens Tennisklubb auch als Tennistrainer.

## Karriere
Göransson spielte zwischen 2003 und 2006 auf der ITF Junior Tour. Dort nahm er an den Grand-Slam-Turnieren der Australian Open und der French Open im Einzel und Doppel teil, wo sein bestes Resultat im Einzel die zweite Runde war. In der Junioren-Rangliste erreichte er mit Platz 38 seine höchste Notierung.
Bei den Profis spielte Göransson ab 2006 regelmäßig Turniere, hauptsächlich auf der drittklassigen ITF Future Tour. Im Doppel war er nur in zwei Jahren aktiv und zog in zwei Future-Finals ein. Im Einzel platzierte er sich 2007 das erst Mal unter den Top 1000 der Weltrangliste.  2006 spielte er zudem einmal für den TC Piding in der 1. Tennis-Bundesliga.  Die Jahre 2008 und 2009 wurden seine erfolgreichsten. Zwei Future-Endspiele bestritt er in dieser Zeit und eines nutzte er zu seinem einzigen Profititel. Auf der höherdotierten ATP Challenger Tour gelang Göransson zweimal der Sprung in die zweite Runde – 2007 und 2008 jeweils in Tampere. Auf der obersten Ebene der ATP Tour profitierte der Schwede 2007 in Båstad von einer Wildcard und im Folgejahr als Lucky Loser von einer Absage im Hauptfeld. Gegen Carlos Berlocq respektive Michael Ryderstedt blieb er beide Male chancenlos. Im Juli 2009 erreichte er Platz 495, sein Karrierehoch, während er im Doppel mit Rang 671 am höchsten platziert war. Ende 2010 war er letztmals bei Turnieren aktiv.